# 학교 심리학
학교 심리학은 원리들을 적용하는 분야로, 교육심리학, 발달심리학, 상담심리학, 사회심리학, 그리고 행동분석으로부터의 원리들인데 아이들과 청소년들의 학습 및 행동 건강 욕구들을 충족시키기 위해서이다. 그것은 학교 상담사에 의해 실행되었던 응용심리학의 한 영역이다. 그들은 종종 교육자들, 가족들, 학교 관리자들, 지역사회 구성원들, 그리고 다른 전문가들과 함께 안전하고 지지적인 학교 환경들을 만들기 위해서 협력하는데 말이다.
그들은 수행하는데 심리적 검사를, 심리교육적 측정, 개입, 예방, 상담, 그리고 자문을 말인데 그들의 직무의 윤리적, 법적, 그리고 행정적 규정들 내에서 말이다.

## 역사적 토대들
학교 심리학은 거슬러 올라가는데 19세기 후반과 20세기 초반의 미국 심리학의 태동기로 말이다. 그 분야는 기능 및 상담 심리학 둘모두와 관련된다. 학교 심리학은 실제로 기능주의 심리학에서 유래했다. 학교 상담가들은 관심을 가졌었는데 유년기 행동들, 학습 과정들, 그리고 생활에서의 혹은 뇌 자체에서의 기능이상에 말이다. 그들은 이해하는 것을 원했는데 행동들의 원인들을 그리고 그것들의 학습에의 영향들을 말이다.
기능주의 상담학에서의 그것의 기원들에 더해서, 학교 상담학은 또한 치료적 심리학의 가장 초기의 예인데, 1890년 즈음에 시작해서 말이다. 상담의 그리고 학교의 심리학자들 모두가 아이들의 삶들을 개선하는데 이바지하는 것을 원하지만, 그들은 다른 방식들로 그것에 접근했다. 학교 심리학자들은 사실상 학교 학습과 유년기 행동 문제들에 관련되었었지만, 그것은 대부분 치료적 심리학자들의 정신 건강 중점을 반박한다.
오늘날의 학교 심리학의 토대에서 또다른 중요한 행사는 ‘타이어 총회’였다. ‘타이어 총회’는 1954년 8월에 처음으로 열렸는데 타이어 호텔에서 뉴욕, 웨스트 포인트에서 말이다. 9일간의 총회는 거행되었는데 ‘미국 심리학회(에이피에이)’에 의해서 말이다. 그 총회의 목적은 기준을 만드는 것이었는데 학교 심리사의 역할들에, 임무들에, 그리고 필수적인 훈련과 권한부여에 대한 기준 말이다. 그 총회에서, 학교 심리사들의 실무자들과 양성자들을 대표하는 48명의 참가자들은 논의했는데 학교 심리사의 역할들과 임무들을 그리고 그들을 훈련시킬 가장 적절한 방법을 말이다.
타이어 총회 당시에, 학교 상담은 여전히 매우 신생의 직무였는데 단지 약 천명의 학교 상담 실무자들을 가진 직무 말이다. 타이어 총회의 목표들 중 하나는 학교 상담사들을 정의하는 것이었다. 합의된 정의는 설명했는데 학교 상담사들은 교직 이수 과정 내에서 전공하는 상담사들이라고 모든 아이들의 평가와 학습에 대한 특정 지식을 가진다고 말이다. 학교 상담사들은 이 지식을 사용하는데 모든 아이들의 생활들을 윤택하게 하는데 교직원을 돕기 위해서 말이다. 이 지식은 또한 사용되는데 예외적 욕구들을 가진 아이들을 확인하도록 그리고 그들과 활동하도록 돕기 위해서 말이다. 다음의 것이 논의되었는데 그것은 학교 상담사는 계획들을 평가하고 개발할 수 있어야 한다는 것인데 위험에 처해있다고 생각되는 아이들을 위한 계획 말이다. 학교 상담사는 또한 기대되는데 학교의 모든 아이들의 삶들을 개선하도록 말이다; 그러므로, 다음은 결정되었는데 그것은 학교 상담사들은 제안자들이 되어야 한다는 것인데 학교 교육과정의 계획과 실행에서 말이다. 총회에의 참가자들은 느꼈는데 학교 상담은 특별한 것이기 때문에, 그 분야의 사람들은 2년의 대학원 훈련 과정이나 4년의 박사 과정을 아수해야만 한다고 말이다. 참가자들은 느꼈는데 주정부들은 적절한 훈련을 보장하는 자격 기준들을 만들도록 장려되어야 한다고 말이다. 다음의 것은 또한 결정되었는데 그것은 실용 과정 경험이 그 분야 내에서 실험적 지식을 촉발하도록 돕는데 필요하다는 것이었다.
타이어 총회는 학교 상담의 역사에서 가장 중요한 사건들 중 하나인데 왜냐하면 그 분야가 처음으로 오늘날의 것으로 만들어졌다는 것이 거기에 있기 때문이다. 타이어 총회가 학교 상담을 정의하기 전에, 실무자들은 75개의 다양한 직무적 이름들을 사용했다. 하나의 이름과 정의를 제공함으로써, 그 총회는 학교 상담사들이 전국적으로 인식되도록 도왔다. 합의가 학교 상담사의 훈련 기준들과 주요 역할들과 관련하여 이루어진 이후로, 대중은 이제 확신할 수 있는데 모든 학교 상담사들이 실무자가 되기 위해서 적절한 정보와 훈련을 받고 있다는 것을 말이다. 다음의 것은 핵심적인데 그것은 학교 상담사들이 같은 자격들을 충족하고 전국적으로 적절한 훈련을 받는다는 것이다. 이 핵심적 기준들은 타이어 총회에서 처음으로 언급되었다. 타이어 총회에서 일부 참가자들은 느꼈는데 학교 상담사의 직함을 얻기 위해서 한 사람은 박사 학위를 따야 한다고 말이다.
직함들, 이름들, 그리고 학위 수준들에 대한 문제들은 여전히 오늘날에 상담사들 사이에서 이의가 제기된다. 하지만, 에이피에이와 엔에이에스피는 2010년에 미국에 대한 이 문제에 대한 합의에 이르렀다.

## 1900년대 초기의 사회적 개혁
19세기 후반은 사회적 개혁들의 시대를 표방했는데 아이들에 향해진 개혁 말이다. 다음의 것은 이 사회적 개혁들 덕분이었는데 그것은 학교 상담사들에 대한 필요가 나타난 것이었다. 이 사회적 개혁들은 포함했는데 의무 교육, 청소년 법원들, 아동 노동법들을 또한 아이들을 지원하는 단체들의 성장을 말이다. 사회는 ‘아이들의 의미’를 바꾸”는 것을 시작하고 있었는데 저렴한 노동의 자원으로부터 정신적 사랑과 애정의 출처로 말이다. 역사학자 토마스 페이건은 주장하는데 학교 상담에 대한 필요 뒤에 있는 막강한 힘은 의무 교육법들이었다고 말이다. 의무 교육법 이전에, 직 학령 아동들의 20퍼센트만이 초등학교를 마쳤고 오직 8퍼센트만이 고등학교를 마쳤다. 의무 교육법들 때문에, 정신적이고 신체적인 장애들을 가진 학생들의 유입이 있었는데 법으로 학교에 있도록 요구되는 학생들 말이다. 대안적 교수법이 있을 필요가 있었는데 이 다양한 아이들에 대해서 말이다. 1910년과 1914년 사이에, 농촌과 도시 지역들 모두의 학교들은 이 아이들을 위한 작은 특수 교육 학급들을 만들었다. 특수 교육 학급들의 형성으로부터 발생했는데 특수 교육에 대한 아이 선택의 과정에서 지원하도록 돕는 “전문가들”에 대한 필요가 말이다. 그렇게, 학교 상담이 만들어졌다.

## 창립에의 중요한 기여자들

### 라이트너 위트머
라이트너 위트머는 인정받아왔는데 학교 상담의 창시자로 말이다. 위트머는 빌헬름 분트와 제임스 매킨 카텔 모두의 학생이었다. 분트는 상담이 보통의 혹은 전형적인 행동performance을 가지고 다루어야 한다고 믿었던 반면에, 카텔의 가르침들은 개인의 차이들을 강조했다. 위트머는 카텔의 가르침들을 따랐고 각각의 개별 아이의 욕구들에 대한 학습에 중점을 두었다. 위트머는 첫 상담의 그리고 아이 조력의 치료소를 열었는데 펜실배니아 대학에서 1896년에 말이다. 위트머의 목표는 상담사들을 준비시키는 것이었는데 교육자들로 하여금 아이들의 학습 문제들을 풀도록 돕는 준비인데, 특히 개인적 다양성들을 가진 아이들 말이다. 위트머는 이런 특수 아이들을 위한 지지자가 되었다. 그는 그들의 장애들 자체가 아니라, 그들로 하여금 그것들을 극복하도록 돕는 것에 중점을 두었는데, 개인의 긍정적 개선에 그들이 여전히 성취할 수 없는 모든 것보다는 그것에 눈 돌림으로써 말이다. 위트머는 말했는데 그의 치료소는 “정신적이고 도덕적인 결점들을 발견하도록 그리고 그 아이를 대하도록 도왔는데 이런 결점들이 다른 정신적이고 도덕적인 자질들의 발달을 통해 극복되거나 무해하게 변할 수도 있는 방식으로 그랬다”고 말이다. 그는 강력하게 믿었는데 능동적인 치료적 개입들이 개별 아이들의 삶들을 향상시키도록 도울 수 있다고 말이다.
위트머는 그의 치료소를 통해 많은 성공을 본 이후로, 더 많은 전문가들이 이 개인들을 도울 필요를 그는 보았다. 위트머는 전문가들을 위한 특수 훈련에 대해 주장했는데 특수 교육 학급들의 예외적인 아이들과 활동하는 전문가 말이다. 그는 다음에 대해서 요구했는데 그것은 “교육적 문제들과 관련해서 더 특별하게 수행될 새로운 직무, 하지만 상담사의 훈련이 필수 요건이 될 새로운 직무”였다.
위트머가 이 학교 상담사들의 적절한 훈련에 대해 믿었기 때문에, 그는 또한 이 특수한 아이들에 대한 적절하고 정확한 평가의 중요성을 강조했다. 아이큐 시험 움직임은 교육계 전체에서 통용되고 있었는데 1905년에 그것의 제작 이후에 말이다. 하지만, 아이큐 시험은 특수 교육을 부정적으로 변화시켰다. 아이큐 시험 제작자들, 루이스 터먼과 헨리 고다드는, 지능에 대한 선천적 입장을 가졌는데, 지능은 유전되고 교육을 통한 어떤 유의미한 방식으로도 개선하기에 불가능하지는 않지만 어렵다고 믿으면서 말이다. 이런 개념들은 근거로 종종 사용되었는데 공립 학교들로부터 장애를 가진 아이들을 제외시키는 근거 말이다. 위트머는 표준 연필과 종이 아이큐의 그리고 비네 유형의 시험들에 반대하는 주장을 했는데 특수 교육을 위한 아이들을 선택하도록 돕기 위한 시험들 말이다. 위트머의 아이 선택 과정은 포함했는데 관찰들을 그리고 특정 정신적 과제들을 수행하도록 아이들로 하여금 실시하는 것을 말이다.

### 그랜빌 스탠리 홀
학교 상담의 기원에의 또다른 중요한 인물은 그랜빌 스탠리 홀이었다. 위트머가 그랬듯이 개별 아이에 눈 돌리는 것 대신에, 홀은 행정가들, 교사들 그리고 다른 점을 가진 아이들의 부모들에 더 중점을 두었다. 그는 느꼈는데 상담은 학교 상담에 대한 적용의 행정가 체계 수준에 기여를 할 수 있다고 말이다. 홀은 아이 연구 움직임을 만들었는데, 그것은 “정상의” 아이라는 개념을 만드는데 도움을 주었다. 홀의 아이 연구를 통해서, 그는 아이 발달에 대한 시각자료들mappings을 만들어내는데 도움을 주었고 개인의 결점에 대한 선천과 후천 논쟁에 중점을 두었다. 홀의 움직임에 대한 주요 중점은 여전히 예외적 아이였는데 그가 전형적이지 않은 아이들을 대상으로 연구했다는 사실에도 불구하고 말이다.

### 아놀드 게셀
아이 연구 움직임, 치료적 상담 그리고 특수 교육 사이의 간격을 연결하면서, 아놀드 게셀은, 미국에서 첫번째 인물이었는데 공식적으로 학교 상담사의 직함을 가진 인물 말이다. 그는 성공적으로 상담과 교육을 결합시켰는데 아이들을 평가함으로써 그리고 특수 교육에 대한 제안들을 함으로써 말이다. 아놀드 게셀은 미래 학교 상담사들을 위한 길을 열었다.

### 게르트루드 힐드레스
게르트루드 힐드레스는 당시의 뉴욕의 ‘브루클린 대학’이었던 ‘콜럼비아 사범대학’의 ‘링컨 학원’의 상담사였다. 그녀는 많은 책들을 썼는데 학교 상담과 관련한 첫 책을 포함해서인데 1930년에 쓰여진 “학교 문제들에 대한 상담의 역할service”이라는, 제목이 붙은 책 말이다. 그 책은 상담의 과학을 적용하는 것을 논의했는데 학교들에서 인지된 문제들을 해결하기 위해서 말이다. 그 책의 주요 초점은 응용 교육심리학에 두어졌는데 학습 결과물들을 늘리기 위해서 말이다. 힐드레스는 11개의 문제들을 열거했는데 상담 기술들을 적용함에 의해서 풀릴 수 있는 문제인데, 다음을 포함해서 말이다: 교실에서의 교수 문제들, 성취의 평가, 시험 결과들의 해석, 최상의 산출물들을 위한 학생들의 교수적 모둠 만들기들, 직업적 안내, 교육과정 개발, 그리고 예외적인 학생들에 대한 조사들. 힐드레스는 부모들과 교사들과의 협력의 중요성을 강조했다. 그녀는 또한 알려져있는데 ‘취학 준비도 검사들’에 대한 그녀의 개발로 그리고 ‘메트로폴리탄 성취도 검사’에의 그녀의 기여로 말이다. 1933년과 1939년에 ‘정신 검사들 및 평정 척도들’이라는 소책자를 힐드레스는 발행했는데 50년의 기간과 4천개 이상의 제목들을 망라하는 소책자 말이다. 그녀는 약 200개의 글들과 보고서들을 썼고 교육에서의 그녀의 활동에 대한 국제적인 명성을 가지고 있었다.

## 논쟁들 및 언쟁들

### 평가 과정
실질적 증거는 오차들을 확인한 적이 없는데 위임, 평가, 혹은 정체화에서 말이다. 몇몇은 주장해왔는데 더 나은 평가 절차는 한 학생이 특수 교육 과정에 대해 자격을 가지는지에 필수적으로 중점을 두지 않고, 그보다는 각각의 학생들의 독자적인 학습 유형에, 그리고 그들을 성공하도록 가장 잘 돕는 방식에 중점을 둘 것이라고 말이다. 
‘국가연구원‘은 관심을 불러왔는데 특수 교육에의 교육적 의사 결정의 문제적 의존에 대한 관심인데 상당한 숫자들의 거짓 낙관들 그리고/혹은 거짓 비관들이 있기 때문에 말이다. 특수교육에서 잘못 정체화된 학생들은 문제를 일으키고 장기의 부정적 결과들에 영향을 줄 수 있다. 이 결과들의 영향들은 많은 요인들에 토대해서 다양한데, 인종이나 위치를 포함해서 말이다. 
정체화 과정 중에, 학교 상담가들은 고려해야만 하는데 생태적인 요인들을 그리고 사회경제적 지위와 같은 환경적 맥락을 말이다.